# Tuile canal

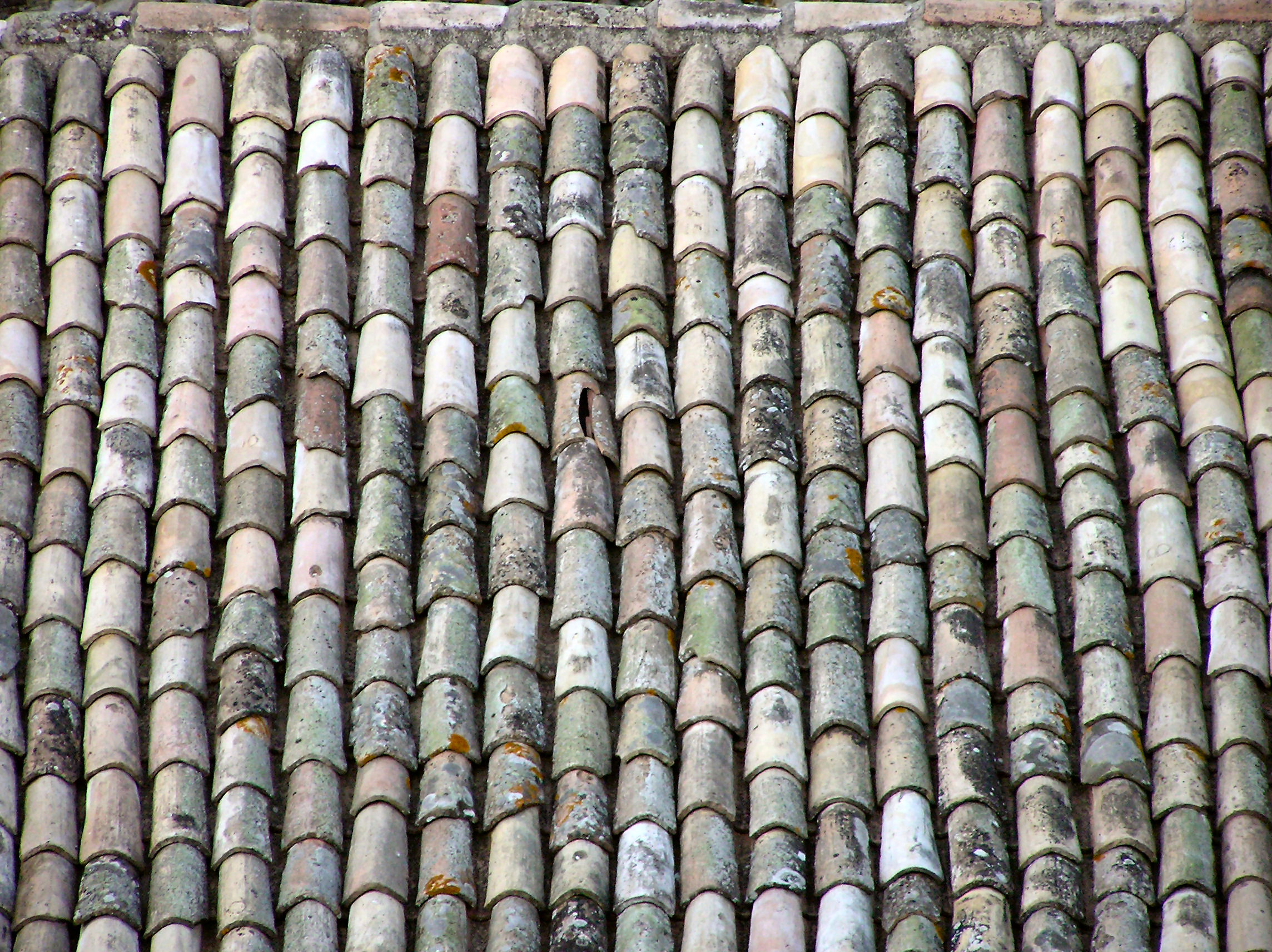
Plain carré de tuile canal à Assise en Ombrie.

La tuile canal, ou tuile creuse, également qualifiée de tuile ronde ou de tuile tige de botte, est une tuile traditionnelle dont l'aire d'extension s'étend sur l'Europe méditerranéenne. Elle est hémi-tronconique et ne possède par elle-même aucun moyen de fixation. 
Elle est apparue au XIe siècle en tant qu'adaptation de la tuile romaine, avec une pièce unique posée successivement en canal et en couvre-joint.

## Historique
À la fin du VIIe siècle av. J.-C., les Grecs couvrent leurs monuments avec de larges tuiles légèrement courbes ou plates avec des relevés latéraux, disposées à recouvrement, en lignes juxtaposées ; les joints étant couverts par des petits éléments angulaires ou courbes. 
Les Romains reprennent le principe avec la tegula et l' imbrex. 
Entre le Ve et le IXe siècle, la maitrise technique est perdue. On ne produit plus que des imbrices, dont la fabrication est plus facile. 
Au XIe siècle, les encoches d'emboitement tendent à disparaitre. Les pièces, aussi bien courantes que couvrantes, ont un petit bout qui se loge dans le gros bout de la pièce adjacente. Bientôt les courants et les couvrants sont indifférenciés. C'est la tuile canal. 
Cependant, des courants à fond plat restent en usage dans la zone discontinue de Champagne-Lorraine jusqu'au début du XXe siècle.
À partir du XVIe siècle, les Espagnols exportent leurs tuiles en Amérique latine puis les produisent localement.

## Description
La longueur de la tuile canal varie de 30 à 50 cm, sa largeur de 15 à 20 cm.

## Aire d'extension
En France, au XXe siècle siècle, la tuile canal se rencontrait dans le Sud-Ouest, le centre et quelques régions de l'est.
Aux États-Unis, la tuile canal a pour nom mission tile. En Grande-Bretagne, on parle de Spanish tile.